# Perusia rubripicta
Perusia rubripicta är en fjärilsart som beskrevs av Butler 1882. Perusia rubripicta ingår i släktet Perusia och familjen mätare. Inga underarter finns listade i Catalogue of Life.